# Астрилово
Астрилово — деревня в Старорусском муниципальном районе Новгородской области, с весны 2010 года относится к Великосельскому сельскому поселению. На 1 января 2011 года постоянное население деревни — 225 жителей, число хозяйств — 83.
Расположена на реке Каменка, в 45 км к юго-западу от Старой Руссы. Деревня находится на Приильменской низменности на высоте 50 м над уровнем моря.

## Население
| 2010 | 2011 | 2012 | 2013 |
| ---- | ---- | ---- | ---- |
| 201  | ↗225 | ↘205 | ↗218 |

## История
Упоминается как Острилова, в писцовых книгах Шелонской пятины с 1498 года. С XIX века, Астрилово стало центром Астриловской волости в Старорусском уезде Новгородской губернии. Известно, что 1909 году в деревне проживало 112 человек. До с весны 2010 года — административный центр ныне упразднённого Астриловского сельского поселения.

## Экономика
26 июля 1920 года было образовано Астриловское сельскохозяйственное товарищество из 106 человек, в 1930-х годах был создан колхоз «Смычка», который в дальнейшем был реорганизован в колхоз «имени Калинина». В 1965 году колхоз «имени Калинина» был преобразован в совхоз «Калининский», а 1992 году совхоз стал коллективным сельскохозяйственным предприятие «Астрилово». В 1998 году КСП «Астрилово» было реорганизовано в сельскохозяйственный производственный кооператив «Колос» с численностью работающих порядка сорока человек.

## Образование
Школа — «Муниципальное общеобразовательное учреждение основная общеобразовательная школа д. Астрилово»

## Люди связанные с деревней
Во время Великой Отечественной войны в июне 1942 г. в бою у деревни Астрилово младший сержант РККА Чистяков Фёдор Фёдорович в течение 6 часов в одиночку отражал вражеские атаки и уничтожил из пулемета свыше 200 солдат и офицеров противника. В дальнейшем ему было присвоено звание младшего лейтенанта. Чистяков неоднократно отличался во время боев на оборонительном рубеже вдоль реки Редья. Был тяжело ранен в бою в первых числах ноября 1942 года. В ночь на 3 ноября Фёдор Чистяков скончался на операционном столе в деревне Самбатово.
Фотография Архивная копия от 17 ноября 2018 на Wayback Machine командира пулеметного взвода 2-го стрелкового батальона 44-й стрелковой бригады 1-й Ударной армии Северо-Западного фронта младшего лейтенанта Фёдора Фёдоровича Чистякова (1922 — 1942), сделанная в октябре 1942 года, незадолго до его гибели.

## Транспорт
Есть прямое беспересадочное пассажирское автобусное сообщение с административным центром муниципального района — городом Старая Русса (маршрут № 138, Старая Русса — Селькава).